# أبريل زامورا
أبريل زامورا بيلاز (بالإنجليزية: Abril Zamora Peláez)‏ (مواليد 11 نوفمبر 1981 في ساردانيولا ديل فاليس، إسبانيا) هي ممثلة وكاتبة سيناريو ومخرجة إسبانية.

## روابط خارجية
- أبريل زامورا على موقع IMDb (الإنجليزية)
- أبريل زامورا على موقع قاعدة بيانات الفيلم (الإنجليزية)
- أبريل زامورا على موقع قاعدة بيانات الفيلم (الإنجليزية)